# Weltmeisterschaften 2025
Als Weltmeisterschaft 2025 oder WM 2025 bezeichnet man folgende Weltmeisterschaften, die im Jahr 2025 stattgefunden haben oder noch geplant sind:
- 3×3 Weltmeisterschaft 2025
- American-Football-Weltmeisterschaft 2025
- Artistique-Weltmeisterschaft 2025
- Badminton-Weltmeisterschaft 2025
- Biathlon:
  - Biathlon-Weltmeisterschaften 2025
  - Biathlon-Juniorenweltmeisterschaften 2025
- Bogenschießen:
  - Weltmeisterschaften im Bogenschießen 2025
- Boxen:
  - Boxweltmeisterschaften der Frauen 2025
- Cricket:
  - Women’s Cricket World Cup 2025
  - ICC World Test Championship 2023–2025
- Curling:
  - Curling-Weltmeisterschaft der Damen 2025
  - Curling-Weltmeisterschaft der Herren 2025
  - Curling-Mixed-Doubles-Weltmeisterschaft 2025
- Darts:
  - PDC World Darts Championship 2025
- Dreiband-Weltmeisterschaft der Damen 2025
- Eishockey-Weltmeisterschaft 2025
  - Eishockey-Weltmeisterschaft der Frauen 2025
  - Eishockey-Weltmeisterschaft der U18-Frauen 2025
  - Eishockey-Weltmeisterschaft der Herren 2025 in Stockholm (Schweden) und Herning (Dänemark)
  - Eishockey-Weltmeisterschaft der U20-Junioren 2025 in den USA
  - Eishockey-Weltmeisterschaft der U18-Junioren 2025
- Eiskunstlauf-Weltmeisterschaften 2025
- Eisschnelllauf-Einzelstreckenweltmeisterschaften 2025
- Fechtweltmeisterschaften 2025
- Fußball:
  - U-17-Fußball-Weltmeisterschaft der Frauen 2025
  - U-20-Fußball-Weltmeisterschaft 2025
  - FIFA-Klub-Weltmeisterschaft 2025
- Futsal-Weltmeisterschaft der Frauen 2025
- Weltmeisterschaften im Gewichtheben 2025
- Handball:
  - Handball-Weltmeisterschaft der Männer 2025
  - Handball-Weltmeisterschaft der Frauen 2025
  - U-21-Handball-Weltmeisterschaft 2025
  - U-19-Handball-Weltmeisterschaft 2025
- Judo-Weltmeisterschaften 2025
- Kanurennsport-Weltmeisterschaften 2025
- Leichtathletik:
  - Leichtathletik-Weltmeisterschaften 2025
  - Leichtathletik-Hallenweltmeisterschaften 2025
  - Berg- und Traillauf-Weltmeisterschaften 2025
  - Straßenlauf-Weltmeisterschaften 2025
- Motorsport:
  - Motorrad-Weltmeisterschaft 2025
  - Superbike Weltmeisterschaft 2025
- Orienteering:
  - Orientierungslauf-Weltmeisterschaften 2025
- Radsport:
  - Bahnradsport-Weltmeisterschaften 2025
  - Bahnradsport-Weltmeisterschaften der Junioren 2025
  - Cyclocross-Weltmeisterschaften 2025
  - Mountainbike-Weltmeisterschaften 2025
  - Mountainbike-Marathon-Weltmeisterschaften 2025
  - Paracycling-Straßenweltmeisterschaften 2025
  - Pumptrack-Weltmeisterschaften 2025
  - Straßenradsport-Weltmeisterschaften 2025
- Weltmeisterschaften der Rhythmischen Sportgymnastik 2025
- Ringer-Weltmeisterschaften 2025
- Rodeln: Rennrodel-Weltmeisterschaften 2025
- Rudern:
  - Ruder-Weltmeisterschaften 2025
  - U23-Weltmeisterschaften im Rudern 2025
  - Junioren-Weltmeisterschaften im Rudern 2025
- Rugby:
  - Rugby-League-Weltmeisterschaft 2025
  - Rugby-Union-Weltmeisterschaft der Frauen 2025
- Schachweltmeisterschaft der Frauen 2025
- Schwimmweltmeisterschaften 2025
- Shorttrack-Weltmeisterschaften 2025
- Ski Alpin:
  - Alpine Skiweltmeisterschaften 2025
  - Alpine Ski-Juniorenweltmeisterschaften 2025
  - Alpine Para-Skiweltmeisterschaften 2025
- Weltmeisterschaft im Skibergsteigen 2025
- Skibob-Weltmeisterschaften 2025
- Freestyle-Skiing-Weltmeisterschaften 2025
- Speedski-Weltmeisterschaft 2025
  - Freestyle-Skiing-Juniorenweltmeisterschaften 2025
- Ski Nordisch:
  - Nordische Skiweltmeisterschaften 2025
  - Nordische Junioren-Skiweltmeisterschaften 2025
- Snookerweltmeisterschaft 2025
- Snowboard-Weltmeisterschaften 2025
  - Snowboard-Juniorenweltmeisterschaften 2025
- Sportschießen
  - Schieß-Weltmeisterschaften 2025
  - Schieß-Weltmeisterschaften Flinte 2025
- Squash:
  - Squash-Weltmeisterschaft der Frauen 2024/25
  - Squash-Weltmeisterschaft 2024/25
- Stadtbahnweltmeisterschaft 2025
- Tischtennisweltmeisterschaft 2025
- Turn-Weltmeisterschaften 2025
- Unihockey:
  - 3v3-Unihockey-Weltmeisterschaft 2025
  - Unihockey-Weltmeisterschaft der Frauen 2025
  - U-19-Unihockey-Weltmeisterschaft 2025=U-19-Floorball-Weltmeisterschaft 2025
- Volleyball-Weltmeisterschaft der Frauen 2025
- Volleyball-Weltmeisterschaft der Männer 2025
- Wasserball-Weltmeisterschaften 2025

1886 |
1887 |
1888 |
1889 |
1890 |
1891 |
1892 |
1893 |
1894 |
1895 |
1896 |
1897 |
1898 |
1899 |
1900 |
1901 |
1902 |
1903 |
1904 |
1905 |
1906 |
1907 |
1908 |
1909 |
1910 |
1911 |
1912 |
1913 |
1914 |
1915–1918 |
1919 |
1920 |
1921 |
1922 |
1923 |
1924 |
1925 |
1926 |
1927 |
1928 |
1929 |
1930 |
1931 |
1932 |
1933 |
1934 |
1935 |
1936 |
1937 |
1938 |
1939 |
1940 |
1941 |
1942 |
1943 |
1944 |
1945 |
1946 |
1947 |
1948 |
1949 |
1950 |
1951 |
1952 |
1953 |
1954 |
1955 |
1956 |
1957 |
1958 |
1959 |
1960 |
1961 |
1962 |
1963 |
1964 |
1965 |
1966 |
1967 |
1968 |
1969 |
1970 |
1971 |
1972 |
1973 |
1974 |
1975 |
1976 |
1977 |
1978 |
1979 |
1980 |
1981 |
1982 |
1983 |
1984 |
1985 |
1986 |
1987 |
1988 |
1989 |
1990 |
1991 |
1992 |
1993 |
1994 |
1995 |
1996 |
1997 |
1998 |
1999 |
2000 |
2001 |
2002 |
2003 |
2004 |
2005 |
2006 |
2007 |
2008 |
2009 |
2010 |
2011 |
2012 |
2013 |
2014 |
2015 |
2016 |
2017 |
2018 |
2019 |
2020 |
2021 |
2022 |
2023 |
2024 |
2025 |
2026 |
2027 |
2028 |
2029 |
2030 |
2031 |
2032 |
2033 |
2034